# Cry (Yonne)
Cry é uma comuna francesa na região administrativa de Borgonha-Franco-Condado, no departamento de Yonne. Estende-se por uma área de 11,31 km². Em 2010 a comuna tinha 173 habitantes (densidade: 15,3 hab./km²).